# Campionato universitario statunitense NAIA di pallavolo maschile
Il Campionato universitario statunitense NAIA di pallavolo maschile è un insieme di tornei pallavolistici per squadre universitarie statunitensi, istituiti dalla NAIA.

## Struttura
- Campionati nazionali semi-professionistici:

NAIA Division I: divisione in conference, vi partecipa un numero variabile di squadre.